# Lluís Coquard Sacristán
Lluís Coquard i Sacristán (Barcelona, 1922 - 2009) és un autor dramático especializado en el género del vodevil.
Lluís Coquard, barcelonés, nacido de familia modesta en el barrio de Gracia (Barcelona) el 28 de junio de 1922.
Al empezar la guerra civil tiene quince años y ya trabaja por ayudar a casa. Sólo ha ido a la escuela primaria. Tiene una cierta mano por el dibujo, hecho que le ayuda, ya en tiempos de paz, a entrar como delineante a la fábrica Hispano Olivetti. Meses más tarde, con algunos compañeros de trabajo, organiza un cuadro escénico, dónde hace de todo: ayudante de dirección, actor cómico, coordinación de programas, lectura de obras... y como debía ser, el año 1948 el grupo le estrena su primera obra: la comedia en un acto “Todo por unas cartas”, dónde también hace un pequeño papel. Por aquellos tiempos hace amistad con Armand Matías y Guiu, también aficionado al teatro y empiezan a escribir en colaboración, de la que queda constancia una decena de comedias cómicas. Simultáneamente, inicia tareas periodísticas en la revista semanal Momento, con entrevistas y reportajes, destacando su sección "El caricaturista y su mono", dónde contacta con los mejores dibujantes humorísticos de la época, desde Opisso a Cesc. Gracias a Josep Escobar, contacta con Editorial Bruguera, dónde colabora con textos de humor y guiones de toda clase.
El año 1953 hace de redactor en cabeza del setmanari de humor Tururut, escrito en castellano, pero pensado en catalán, creado por el dibujante Cesc. El año siguiente entra en Radio Nacional como guionista. Hace dos programas semanales durante cuatro años. El octubre de 1958, se inaugura en Barcelona el teatro Guimerà: Pulgarcito y sus hermanos es la obra de Coquard que inicia con éxito la programación para chicos y chicas, con gran afluencia de público. Éxito que le abrió la puerta del teatro Romea, dónde la compañía Maragall, de Carles Lloret y Lluís Nonell, le estrena El pequeño de los tres tambores. Y todavía más: directivos de Televisión acompañan a sus hijos a ver Pulgarcito y se lo pasen bien. Y como que están preparando una programación infantil por televisión, piden al autor su colaboración, y este es el inicio de una serie de guiones de Coquard emitidos desde los estudios Miramar, inaugurados hacía poco.
Salen oportunidades que se han de aprovechar: escribe en el tiempo que le queda libre a la Olivetti, dónde ha pasado A Publicidad. Tiene un sueldo modesto pero fijo, y es casado, con dos hijas y una tercera en camino; pero está atado muchas horas a la empresa; suerte tiene de su mujer, que le apoya y se cuida de las gestiones con editores y empresarios. Se inaugura en Barcelona el teatro "Pecas", con espectáculos para niños en castellano. Las obras de en Coquard se representan con regularidad, especialmente Patufet, en catalán, puesto que el autor se ha negado a traducirla: el éxito de público obliga la empresa a reponerla cada año. Simultáneamente escribe comedias de humor: Amor...dirección prohibida y La novia traía cola son programadas por la mayoría de grupos de teatro de forofos de Catalunya y Baleares, sumando cientos de representaciones.
El año 1962, su sainete Un plato de crema obtiene el premio "Emili Vilanova / Fiesta", hecho que lo estimula a seguir escribiendo para el teatro, principalmente obras para chicos y chicas consiguiendo nuevos galardones: el del "Teatro Escolar / Federación de Centros de Ensenyança Primaria, no estatal, 1968" por el tríptico Titirimundi, el "Internacional de Teatro AETIJ, 1969", dos "Ciudad de Barcelona", años 1969 y 1975, el "Ciutat de Lleida, 1977" y varias nominaciones. El diciembre de 1968 vuelve a publicarse el setmanari infantil y juvenil Patufet. En Coquard colabora desde el primer número hasta el 167, el junio de 1973, en que deja de publicarse.
El año 1983 se jubila, tras cuarenta años de trabajar a la empresa Olivetti. El año siguiente, "U de Cuc
" le estrena La Cendrosa Ventafocs obra escrita con colaboración con el director de la compañía Francesc Alborch, colaboración que seguirá con cinco obras más, una de ellas Mediterrània, Mediterrània, premiada la obra y el montaje escénico. Sigue escribiendo: últimamente acentuando la producción de comedias de vodevil, con gran aceptación de público, como son No em toquis la Flor, L'estiuet del senyor Martí, La teva dona m'enganya, Ens ha caigut la sogra, Avi jove vol companyia, L'amor entra per la finestra i Un intrús a la família. También ha empezado a representarse su obra de teatro para niños: Unas gafas extraordinarias. Este año de 2008, ha escrito y publicado las comedias-vodevil Un amante de comedia y El sofá de los secretos. Lluís Coquard tiene obras traducidas al castellano, el gallego, el italiano y el portugués.
Muere en Barcelona el 28 de agosto de 2009.
Fue socio de la Asociación de Escritores en Lengua Catalana.

## Obra dramàtica
- L'arbre caigut. Comèdia en tres actes. (1956)
- Amor...direcció prohibida. Comèdia en tres actes. (1958)
- La núvia portava cua. Comèdia en tres actes. (1961)
- Un plat de crema. 1962
- Ella i els pingüinos. Comèdia en tres actes. (1963)
- Quina vista tens, Quimet!. (1966)
- Els llorers a l'estofat. Comèdia en tres actes, el tercer partit amb dos quadres. (1968).
- Caram, quin home. Comèdia en tres actes. (1969)
- Pitonissa, no m'enredis. Comèdia en dues parts. (1980)
- El joc de l'amor. Comèdia en dues parts. (1982)
- No em toquis la flor. Comèdia vodevil en quatre actes. (1987)
- La teva dona m'enganya. Comèdia vodevil en un pròleg i dos actes. (1989)
- Aquí hi ha mullader. Comèdia vodevil en tres actes. (1991)
- Avi jove vol companyia. Comèdia en un pròleg i dos actes. (1993)
- Ens a caigut la sogra. Comèdia en dues parts i tres actes. (1995)
- A l'armari i al llit al primer crit. Comèdia vodevil en dos actes. (1996)
- Faldilles i pantalons amunt i avall. Comèdia en quatre actes. (1998)
- Casats per amor...a la pasta. Comèdia en dues parts i quatre actes. (1999)
- L'estiuet del senyor Martí.
- Una milionària d'amagatotis.

(Infantil)
- El petit dels tres tambors.
- Hola, Caputxeta vermella.
- La bella adormida del bosc.
- Aquil.lí i la llàntia d'Al.ladí.
- Els bruts de Vallneta. Fantasia escènica. (1979)
- La Cendrosa Ventafocs (Amb col.laboració de Francesc Alborch)